# Пуч, Эдсон
Э́дсон Рау́ль Пуч Корте́с (исп. Edson Raúl Puch Cortés; родился 9 апреля 1986 года в Икике, Чили) — чилийский футболист, атакующий полузащитник клуба «Универсидад Католика». Выступал в сборной Чили.

## Клубная карьера

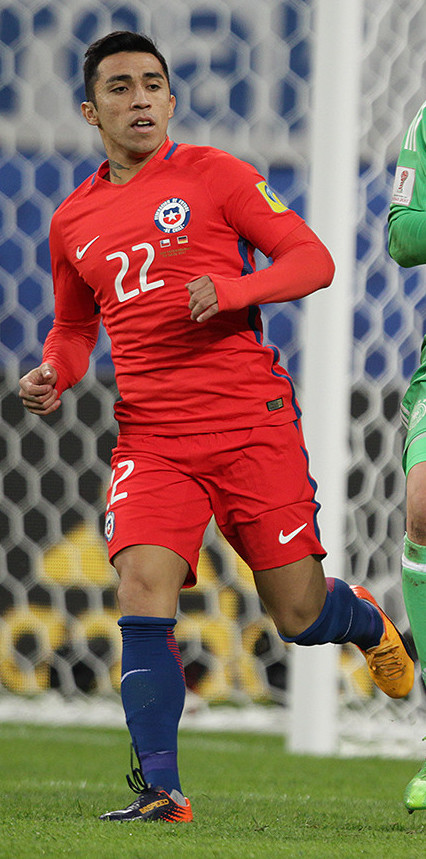
Пуч в составе сборной Чили

Пуч — воспитанник клубов «Депортес Икике» и «Уачипато». Профессиональную карьеру он начал выступая за эти команды в обратной последовательности, но особого успеха не добился. В 2009 году Эдсон перешёл в «Универсидад де Чили». 23 июля в матче против «Палестино» он дебютировал за новую команду. 2 августа в поединке против «Унион Эспаньола» Пуч забил свой первый гол за «Универсидад». В 2011 году Эдсон помог клубу выиграть чилийскую Примеру.
В 2011 году Пуч перешёл в арабский «Аль-Васл», по приглашению тренера команды Диего Марадоны. Сумма трансфера составила 2,8 млн евро. 16 октября в матче против «Шарджы» он дебютировал в Лиге арабских стран Залива. 25 ноября в поединке против «Эмирейтс» Эдсон забил свой первый гол за команду.
В начале 2012 года Пуч на правах аренды вернулся в родной «Депортес Икике». Отыграв два сезона на родине Эдсон вернулся в ОАЭ, но сыграв десять матчей покинул команду. В начале 2015 года он подписал соглашение с аргентинской командой «Уракан». 6 марта в поединке против «Химнасии Ла-Плата» Пуч дебютировал в аргентинской Примере.
В начале 2016 года Эдсон перешёл в эквадорский ЛДУ Кито. 7 февраля в матче против «Дельфина» он дебютировал в эквадорской Примере. 13 марта в поединке против «Аукас» Пуч забил свой первый гол за ЛДУ Кито.
Летом, после успешного выступления на Кубке Америки Эдсон перешёл в мексиканскую «Некаксу». 17 июля в матч против «Крус Асуль» он дебютировал в мексиканской Примере, заменив во втором тайме Хесуса Исихару. 7 августа в поединке против УНАМ Пумас Пуч забил свой первый гол за «Некаксу». Летом 2017 года Эдсон перешёл в «Пачуку». 23 июля в матче против УНАМ Пумас он дебютировал за новую команду. 6 августа в поединке против Лобос БУАП Пуч забил свой первый гол за «Пачуку».

## Международная карьера
27 мая 2009 года в матче Kirin Cup против сборной Японии Пуч дебютировал за сборную Чили.
Летом 2016 года Эдсон стал победителем Кубка Америки в США. На турнире он сыграл в матчах против сборных Боливии, Панамы, Мексики, Колумбии и Аргентины. В поединке против мексиканцев Пуч сделал «дубль», забив свои первые голы за национальную команду.
В 2017 году Пуч стал серебряным призёром Кубка конфедераций в России. На турнире он сыграл в матчах против команд Камеруна и Германии.

### Голы за сборную Чили
| #   | Дата         | Место                    | Противник | Результат | Счёт | Соревнование       |
| --- | ------------ | ------------------------ | --------- | --------- | ---- | ------------------ |
| 01. | 18 июня 2016 | Ливайс, Санта-Клара, США | Мексики   | 0:1       | 0:7  | Кубок Америки 2016 |
| 02. | 18 июня 2016 | Ливайс, Санта-Клара, США | Мексики   | 0:7       | 0:7  | Кубок Америки 2016 |

## Статистика

### Клубная
| Выступление             | Выступление      | Выступление      | Лига | Лига | Кубок | Кубок | Контенент | Контенент | Итого | Итого |
| Клуб                    | Лига             | Сезон            | Игры | Голы | Игры  | Голы  | Игры      | Голы      | Игры  | Голы  |
| ----------------------- | ---------------- | ---------------- | ---- | ---- | ----- | ----- | --------- | --------- | ----- | ----- |
| Уачипато                | Примера          | 2005             | 9    | 0    | —     | —     | —         | —         | 9     | 0     |
| Уачипато                | Примера          | 2006             | 9    | 0    | —     | —     | —         | —         | 9     | 0     |
| Уачипато                | Итого            | Итого            | 18   | 0    | —     | —     | —         | —         | 18    | 0     |
| Депортес Икике          | Примера B        | 2007             | 38   | 6    | —     | —     | —         | —         | 38    | 6     |
| Депортес Икике          | Примера B        | 2008             | 19   | 10   | 3     | 1     | —         | —         | 22    | 11    |
| Депортес Икике          | Примера B        | 2009             | 17   | 6    | —     | —     | —         | —         | 17    | 6     |
| Депортес Икике          | Итого            | Итого            | 74   | 22   | 3     | 1     | —         | —         | 77    | 23    |
| Универсидад де Чили     | Примера          | 2009             | 11   | 3    | 1     | 0     | 6         | 0         | 18    | 3     |
| Универсидад де Чили     | Примера          | 2010             | 32   | 6    | 2     | 0     | 12        | 1         | 46    | 7     |
| Универсидад де Чили     | Примера          | 2011             | 22   | 8    | —     | —     | —         | —         | 22    | 8     |
| Универсидад де Чили     | Итого            | Итого            | 65   | 17   | 3     | 0     | 18        | 1         | 86    | 18    |
| Аль-Васл                | Премьер-лига     | 2011/12          | 6    | 1    | 6     | 0     | —         | —         | 12    | 1     |
| Аль-Васл                | Премьер-лига     | 2013/14          | 10   | 1    | 1     | 0     | —         | —         | 11    | 1     |
| Аль-Васл                | Итого            | Итого            | 16   | 2    | 7     | 0     | —         | —         | 23    | 2     |
| Депортес Икике (аренда) | Примера          | 2012 А           | 15   | 2    | 0     | 0     | —         | —         | 15    | 2     |
| Депортес Икике (аренда) | Примера          | 2013             | 11   | 0    | 0     | 0     | 7         | 0         | 18    | 0     |
| Депортес Икике (аренда) | Итого            | Итого            | 26   | 2    | 0     | 0     | 7         | 0         | 33    | 2     |
| Уракан                  | Примера          | 2015             | 6    | 0    | 1     | 1     | 3         | 0         | 10    | 1     |
| Уракан                  | Итого            | Итого            | 6    | 0    | 1     | 1     | 3         | 0         | 10    | 1     |
| ЛДУ Кито                | Серия А          | 2016             | 15   | 3    | 0     | 0     | 5         | 1         | 20    | 4     |
| ЛДУ Кито                | Итого            | Итого            | 15   | 3    | 0     | 0     | 5         | 1         | 20    | 4     |
| Всего за карьеру        | Всего за карьеру | Всего за карьеру | 220  | 46   | 14    | 2     | 33        | 2         | 267   | 50    |

### Сборная
| Чили  | Чили | Чили  |
| Год   | Игр  | Голов |
| ----- | ---- | ----- |
| 2009  | 3    | 0     |
| 2010  | 1    | 0     |
| 2011  | 1    | 2     |
| 2012  | 1    | 0     |
| 2013  | -    | -     |
| 2014  | -    | -     |
| 2015  | -    | -     |
| 2016  | 5    | 2     |
| Всего | 11   | 2     |

## Достижения
Командные
 «Универсидад де Чили»
- Чемпионат Чили по футболу — Ап. 2011

 «Уракан»
- Обладатель Суперкубка Аргентины — 2014

Международные
 Чили
- Кубок Америки — 2016
- Кубок конфедераций — 2017